# Alchemilla calvifolia
Alchemilla calvifolia är en rosväxtart som beskrevs av Sergei Vasilievich Juzepczuk. Alchemilla calvifolia ingår i släktet daggkåpor, och familjen rosväxter. Inga underarter finns listade i Catalogue of Life.